# Матвєєв-Сибіряк Василь Васильович
Васи́ль Васи́льович Матвє́єв-Сибіря́к (псевдонім С. Гетман; 8 липня 1885, м. Яранськ — 21 грудня 1963, м. Харків) — російський письменник, проживав у Харкові.

## З життєпису
Царською владою за участь у революційному русі висланий до Туруханського краю. Протягом 1911—1912 перебував у еміграції в Галичині, в цьому часі познайомився з Іваном Франком, Володимиром Гнатюком, Василем Стефаником. Брав активну участь у діяльності НТШ у Львові. У 1929—1930 роках член редколегії журналу «Красное слово» (Харків; зараз журнал «Радуга»). Відомий передусім як автор казок і творів для дітей. Українською мовою вийшли його повісті для дітей «Митька (Молоді паростки)» (ДВУ, 1928) і «Втеча» (1929). Виходили друком його статті про українських письменників. 1961 року у Харкові вийшла друком його книжка «Белецы» (російською мовою) — про Туруханський край.